# Північна повість
'«Північна повість» (рос. Северная повесть) — радянський художній фільм 1960 року, знятий за однойменною повістю Костянтина Паустовського.

## Сюжет
Дві новели про любов, честь і гідність. Перша — про російського офіцера Павла Бестужева, друга — про художника, ленінградця 1960-х років. Незадовго до грудневого повстання 1825 року Павло Бестужев був засланий за зухвалість в далекий гарнізон на Аландські острови. Незабаром йому випадає нагода допомогти пораненому декабристу, який мав намір перейти кордон. Ціною свого життя Бестужев рятує втікача і свою кохану. Через півтора століття ця романтична і трагічна історія отримує воістину дивовижне продовження…

## У ролях
- І'ва Мурнієце —  Анна і Марія Якобсен
- Олег Стриженов —  Павло Бестужев
- Валентин Зубков —  Тихонов-художник і Тихонов-солдат
- Геннадій Юдін —  Щедрін-академік і Щедрін-декабрист
- Микола Свободін —  полковник Кисельов
- Віктор Кулаков —  ад'ютант Мерк
- Павло Винник —  епізод, шкіпер шведського брига
- Андрій Файт —  Жак Пінеро
- Іван Кузнецов —  матрос Пахомич
- Георгій Чорноволенко —  батько Анни
- Олександр Кутепов —  поручик Лобов
- Федір Нікітін —  доктор Траубе
- Микола Хрящиков —  солдат
- Анатолій Торопов —  секундант
- Микола Нікітіч —  старий боцман
- Геннадій Бєлов —  епізод

## Знімальна група
- Автор сценарію:  Євген Андріканіс
- Режисер:  Євген Андріканіс
- Оператор:  Семен Шейнін
- Художник-постановник:  Євген Свідєтєлєв
- Композитор:  Анатолій Александров
- Звукорежисер: Валентин Лагутін
- Художник по костюмах:  Лідія Наумова